# Iseza distincta
Iseza distincta är en insektsart som beskrevs av Irena Dworakowska 1981. Iseza distincta ingår i släktet Iseza och familjen dvärgstritar. Inga underarter finns listade i Catalogue of Life.